# Liste der Bodendenkmäler in Petting
Auf dieser Seite sind die Bodendenkmäler in der oberbayerischen Gemeinde Petting zusammengestellt. Diese Tabelle ist eine Teilliste der Liste der Bodendenkmäler in Bayern. Grundlage ist die Bayerische Denkmalliste, die auf Basis des Bayerischen Denkmalschutzgesetzes vom 1. Oktober 1973 erstmals erstellt wurde und seither durch das Bayerische Landesamt für Denkmalpflege geführt wird. Die folgenden Angaben ersetzen nicht die rechtsverbindliche Auskunft der Denkmalschutzbehörde.

## Bodendenkmäler der Gemeinde

### Bodendenkmäler in der Gemarkung Petting
| Lage                                             | Objekt | Akten-Nr.     | Bild           |
| ------------------------------------------------ | --- | ------------- | -------------- |
| Petting (Standort)                               | Grabhügel mit Bestattungen der Hallstattzeit und der frühen Latènezeit. Siehe auch: Hügelgrab, Hallstattzeit, Latènezeit                                                                                                   | D-1-8042-0024 |                |
| Petting (Standort)                               | Villa rustica der römischen Kaiserzeit. Siehe auch: Villa rustica (Petting), Römische Kaiserzeit | D-1-8042-0025 |                |
| Petting (Standort)                               | Körpergräber vor- und frühgeschichtlicher Zeitstellung. Siehe auch: Körpergrab | D-1-8042-0026 |                |
| Petting (Standort)                               | Verebnete Viereckschanze der späten Latènezeit. Siehe auch: Viereckschanze | D-1-8042-0028 |                |
| Petting (Standort)                               | Reihengräberfeld des frühen Mittelalters. Siehe auch: Reihengrab, Mittelalter | D-1-8042-0117 |                |
| Petting Hauptstraße 14, Kapellenweg 1 (Standort) | Untertägige mittelalterliche und frühneuzeitliche Befunde im Bereich der Katholischen Pfarrkirche St. Johannes der Täufer in Petting und ihrer Vorgängerbauten. Siehe auch: St. Johannes der Täufer (Petting)              | D-1-8042-0154 | weitere Bilder |
| Petting (Standort)                               | Untertägige spätmittelalterliche und frühneuzeitliche Befunde im Bereich der Katholischen Filialkirche St. Margaretha in Kirchberg.                                                                                        | D-1-8042-0158 | weitere Bilder |
| Petting (Standort)                               | Untertägige spätmittelalterliche und frühneuzeitliche Befunde im Bereich der Katholischen Filialkirche Mariä Himmelfahrt in Kirchhof und ihres Vorgängerbaus. Siehe auch: Mariä Himmelfahrt (Kirchhof), Kirchhof (Petting) | D-1-8043-0171 | weitere Bilder |

### Bodendenkmäler in der Gemarkung Ringham
| Lage               | Objekt | Akten-Nr.     | Bild           |
| ------------------ | --- | ------------- | -------------- |
| Ringham (Standort) | Untertägige spätmittelalterliche und frühneuzeitliche Befunde im Bereich von Schloss Seehaus mit zugehörigem Wirtschaftshof und barocker Gartenanlage. Siehe auch: Schloss Seehaus | D-1-8042-0164 | weitere Bilder |
| Ringham (Standort) | Brandgräber der späten Urnenfelderzeit. Siehe auch: Brandgrab, Urnenfelderzeit | D-1-8143-0164 |                |
| Ringham (Standort) | Verebnete Grabhügel vorgeschichtlicher Zeitstellung. | D-1-8143-0281 |                |